# 小黑河 (黑惠江支流)
小黑河又称诗礼河，位于中华人民共和国云南省临沧市凤庆县北部地区的一条河流，是黑惠江右岸支流。发源于凤庆县诗礼乡河平村以西光山梁子，先向东北流，之后转东南流，经诗礼乡政府驻地，右纳鲁史小河后转东北流，最后于鲁史镇犀牛村以东汇入黑惠江。河长26.6千米，流域面积349.9平方千米，落差1476米，河道平均比降25.1‰。鲁史镇历史上是茶马古道要津，地处凤庆县澜沧江北岸地区中心位置，为江北地区农副产品集散地。